# Распределение (экономика)
Распределе́ние — разделение материальных благ между субъектами экономических отношений. Первичное распределение обычно происходит в форме присвоения по праву собственности в процессе создания материального блага, в том числе с учётом разделения труда. Перераспределение происходит при передаче денег или иных благ от одних лиц к другим с помощью социальных механизмов, таких, как налогообложение, благотворительность, социальное обеспечение, земельные отношения, денежно-кредитная политика, конфискация, семейное право. Термин обычно относится к распределению дохода между факторами производства в экономике в целом, а не между отдельными лицами.

## Необходимость распределения
Необходимость распределения вытекает из разделения труда — качественной дифференциации трудовой деятельности в процессе развития общества, приводящей к обособлению и взаимодействию различных её видов.
«Разделить» труд — значит, предварительно распределить между исполнителями средства и предметы труда; только после этого можно приступать к производству:
Прежде чем распределение становится распределением продуктов, оно есть 1) распределение орудий производства и 2) …распределение членов общества по различным видам производства (подведение индивидов под определённые производственные отношения).К.Маркс, «Введение к „Критике политической экономии”»
По выполнении производственного задания (завершении производственного цикла) результаты индивидуально-обособленного труда надо распределить между трудившимися. Каждый из них произвёл нечто в количестве, многократно превышающем его индивидуальное потребление; однако основную массу потребляемых им продуктов произвёл не он, а другие. Отсюда, в этом цикле требуется ещё одна процедура распределения, но на этот раз объектом «дележа» становится готовая продукция, результаты труда.

## Пропорции распределения
Пропорции, в которых будет распределён результат труда, предопределены пропорциями, в которых до начала работы были распределены роли участников всего процесса:
«распределение продуктов есть результат того распределения, которое предполагается самим процессом производства и которым предопределена его организация».
При этом, с одной стороны,
«распределение устанавливает пропорцию, в которой каждый индивидуум принимает участие в произведённом…»,
а с другой —
«распределение определяет отношение (количество), в котором продукты достаются индивидуумам»

## Теории распределения
Распределение доходов может быть использовано для описания известного диапазона наблюдений в соответствующей экономике. Оно используется в качестве входных данных в теориях, объясняющих уже состоявшееся распределение дохода, напр. в теории «человеческого капитала» и в теориях экономической дискриминации (Becker, 1993, 1971).

### Классическая политэкономия
Взгляды на экономическую науку — Законы создания, распределения богатства.
Название науки — Политэкономия.
Сущность богатства — труд всех занятых в материальном производстве.. Источники богатства — Разделение труда, накопление денег, деньги. Роль государства — экономический либерализм.

### Марксистская политэкономия
Распределение является одной из фаз процесса общественного воспроизводства, связующее звено между производством и обменом.

### Австрийская экономическая школа
Австрийская экономическая школа считала важным установить пропорции распределения результатов производства между факторами производства (землёй, трудом, капиталом).

### Неоклассическая теория
В неоклассических теориях точка пересечения спроса и предложения на рынках каждого из факторов производства определяет равновесный выпуск, доход и распределение дохода. Спрос на факторы, в свою очередь, предполагает предельно-производительное отношение для этого фактора на рынке.
Этот анализ применяется не только к капиталу и земле, но и к распределению дохода на рынках труда.